# 鹿王院

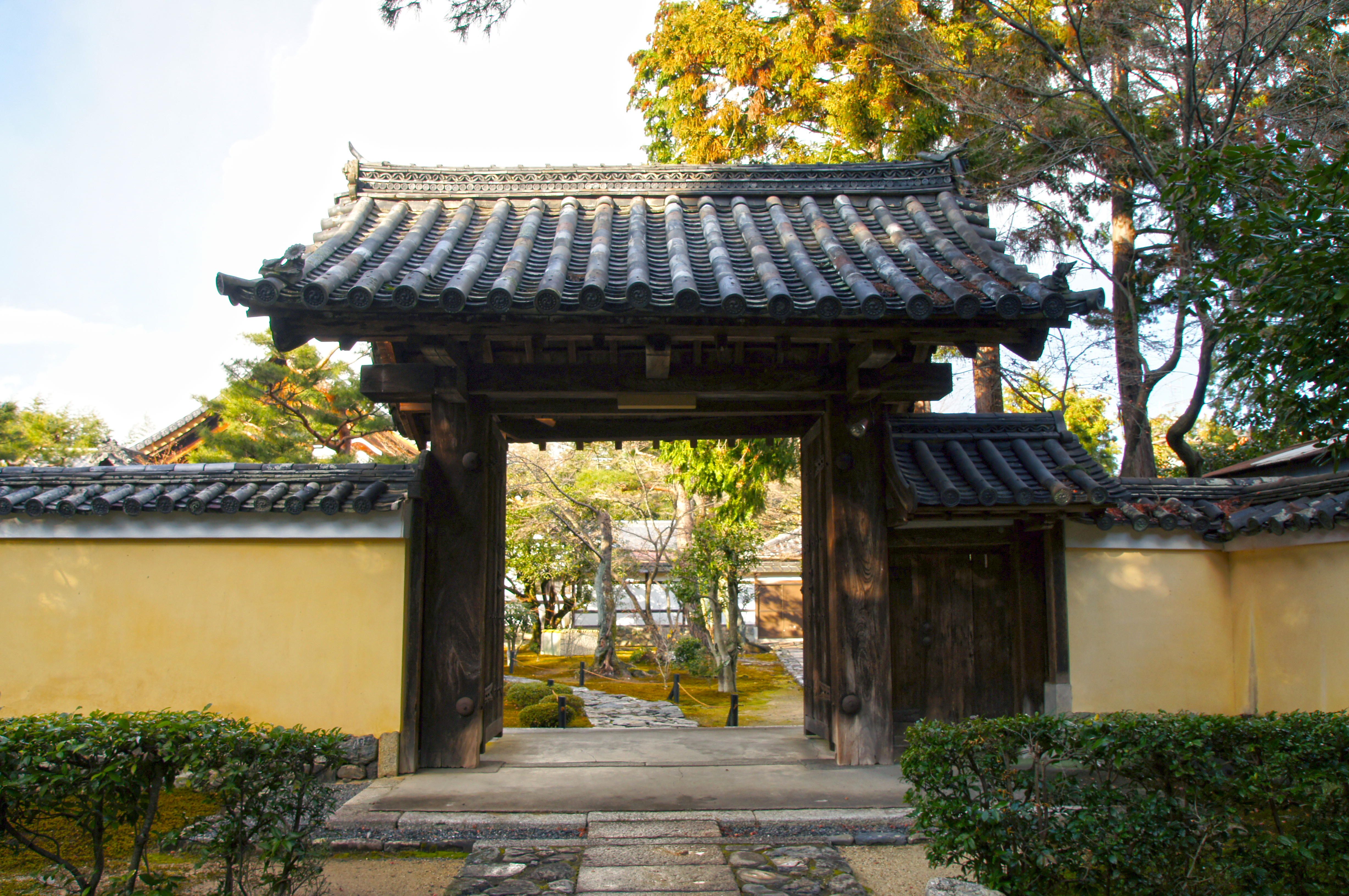
総門

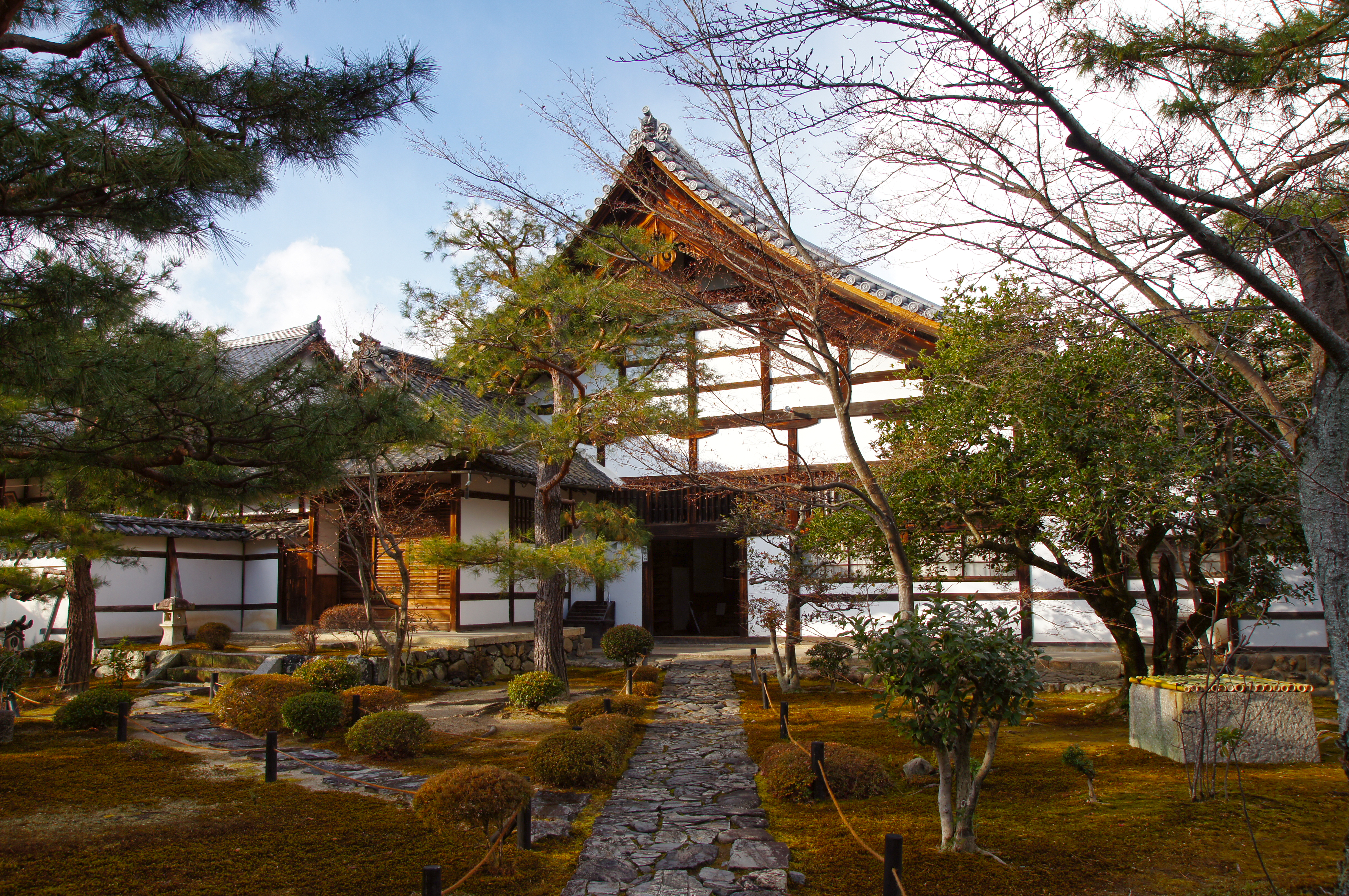
式台・庫裏と前庭

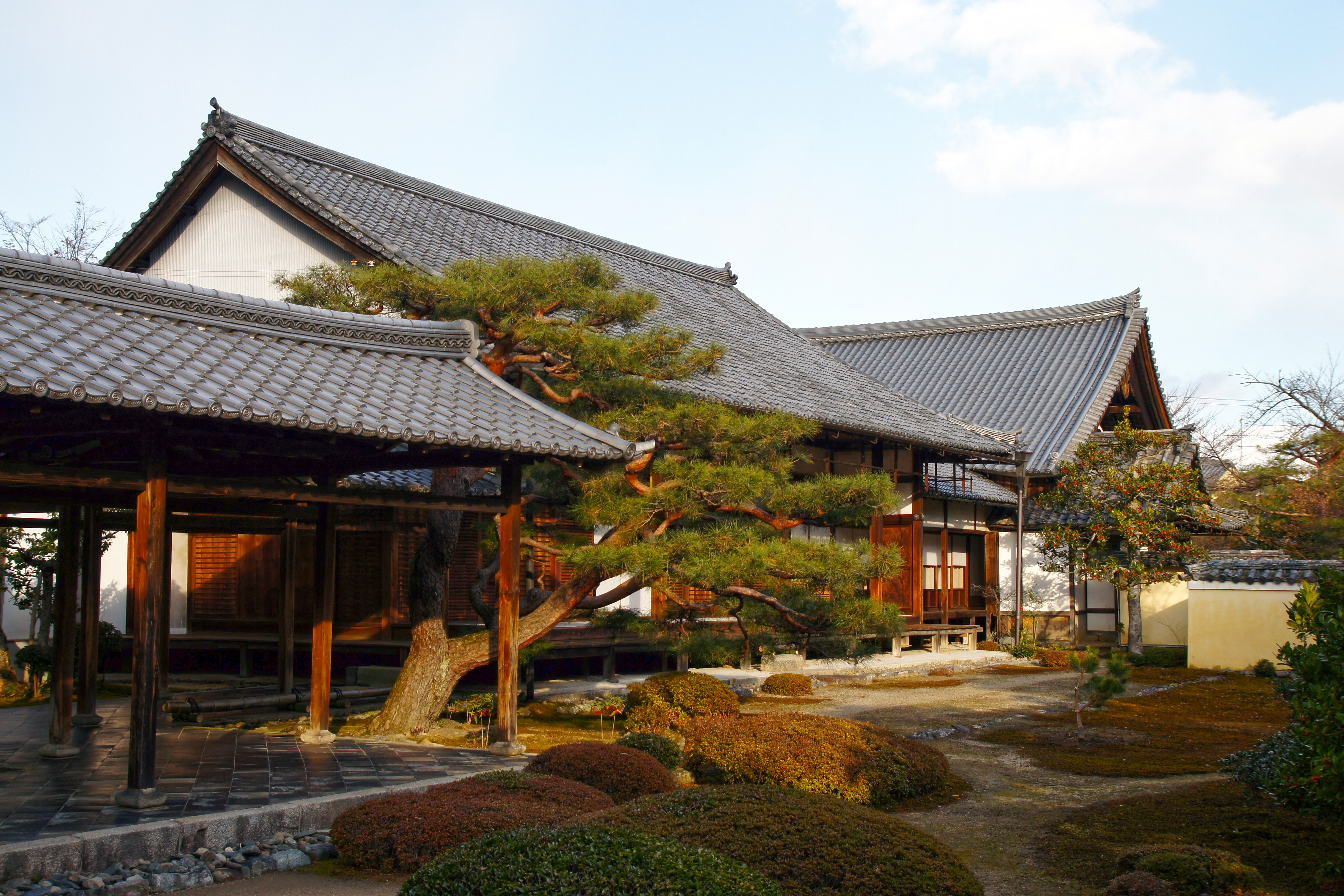
客殿

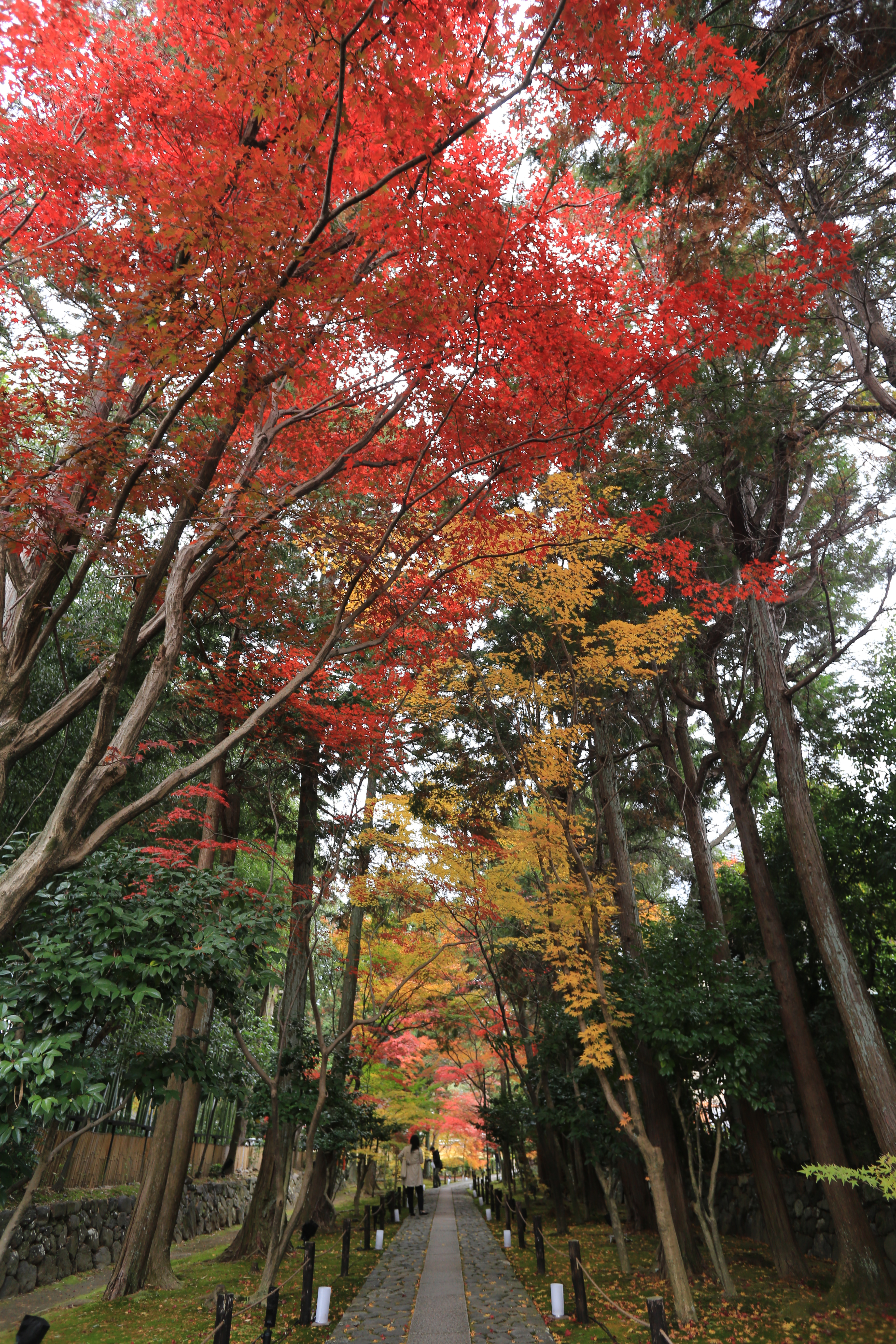
山門からの石畳に展開する紅葉

鹿王院（ろくおういん）は、京都市右京区嵯峨北堀町にある臨済宗系単立の寺院。山号は覚雄山。本尊は釈迦如来。開基（創立者）は足利義満、開山（初代住持）は春屋妙葩である。紅葉の名所である。

## 歴史
室町時代の記録である『花営三代記』や、開山伝の『宝幢開山知覚普明国師行業実録』によると、宝幢寺の建立経緯は次のとおりである。足利義満は康暦元年（1379年）のある夜、「そなたは今年中に大患をわずらうが、宝幢如来を祀る伽藍を建立すれば寿命が延びるであろう」との夢告を受けた。そのため、義満は自らの帰依する禅僧・春屋妙葩（普明国師）を開山として一寺を建立することとし、康暦2年（1380年）に完成した。当初の寺号は興聖寺といい、後に宝幢寺（詳名は覚雄山 大福田 宝幢禅寺）に改称したという。鹿王院は、嘉慶元年（1387年）、開山の春屋妙葩の寿塔（生前に造る墓）を守る塔頭として創建されたものである（春屋の死去は翌嘉慶2年・1388年）。名称の由来は、この土地を開いた時に野鹿が群れをなしていたからだという。
その後、宝幢寺は京都十刹の第5位に列せられるほど隆盛を誇ったが、応仁の乱に巻き込まれて炎上しそのまま廃絶した。しかし、開山堂があった鹿王院のみは残り、宝幢寺の寺籍を継いだ。
慶長年間（1596年 - 1615年）の地震で伽藍が荒廃したが、寛文年間（1661年 - 1673年）に酒井忠知によって再興され、忠知の子である虎岑玄竹（こしんげんちく）が中興開山となった。
鹿王院の西側には隣接して曇華院がある。

## 境内
- 本堂（開山堂） - 延宝4年（1676年）再建。方三間（柱間が正面側面とも3間）、寄棟造、桟瓦葺き。伝運慶作という本尊・釈迦如来坐像を安置する仏殿であるとともに、開山春屋妙葩の塔所でもある。本尊像のほか、伝運慶作という十大弟子像、普明国師（春屋妙葩）像、足利義満像、虎岑和尚像などを安置する。国師像の真下に宝篋印塔がある。
- 舎利殿（駄都殿） - 宝暦13年（1763年）建立。庭園・本庭の中心にある方三間、宝形造（大棟のない四角錐状の屋根）、桟瓦葺き、裳階付きの堂。堂内の厨子には、源実朝が宋から将来したと伝えられる仏牙舎利を安置した多宝塔を安置する。この仏牙は後光厳天皇が普明国師より賜ったものであり、後奈良天皇、正親町天皇、後水尾天皇も礼拝供養した。普段は非公開であるが、この仏牙舎利が日本の博多に無事着船したのが10月15日であったため、その日を「舎利会」（しゃりえ）と定め、公開している。この舎利殿を中心として、嵐山を借景とする本庭が作庭されている。
- 庭園（京都市指定名勝） - 前庭、本庭、後庭で構成される。本庭は舎利殿前に広がる、嵐山を借景とした庭園で、苔で覆われ、石組と植え込みを配した平庭式枯山水庭園である。室町時代の石組や樹齢400年の木斛の銘木がある。舎利殿が建立された宝暦13年（1763年）頃の造園と推定される。
- 五重石塔
- 庫裏 - 寛文年間（1661年 - 1673年）再建。
- 客殿 - 扁額「鹿王院」は足利義満の筆。客殿の裏は後庭である。
- 女性の禅道場
- 茶室「芥室」（かいしつ） - 俳優大河内傳次郎の寄進。非公開。
- 庭園「茶庭」
- 三社大明神
- 中門
- 山門 - 康暦2年（1380年）建立。切妻造、本瓦葺き。扁額「覚雄山」は足利義満の筆で、山門とともに建立時から現存しているものである。山門から中門までは、紅葉の他に天台烏薬などの銘木が植えられている。

## 文化財

### 重要文化財
- 絹本著色夢窓国師像（1906年重文指定）東陵永よ賛（「よ」は王篇に「與」）
- 絹本著色夢窓国師像（1922年重文指定）至徳丙寅 汝霖妙佐賛（至徳丙寅（3年）は1386年）
- 絹本墨画出山釈迦像
- 紙本墨画蘭石図 梵芳筆 自賛あり
- 絹本著色釈迦三尊及三十祖像 明兆筆 7幅
- 後醍醐天皇宸翰消息 十二月廿九日とあり 後宇多天皇加筆
- 鹿王院文書 1巻（四月六日光厳天皇及び七月八日光明天皇宸翰消息ほか2通）
- 金剛院文書 1巻（八月廿八日崇光天皇宸翰消息ほか7通）
- 夢窓疎石筆臨幸私記（附：天竜寺造営記）
- 夢窓疎石墨蹟 2幅 春屋字号并偈 丙戌（貞和二）春季（1346年）
- 春屋妙葩墨蹟 遺偈 嘉慶二年八月十一日（1388年）[1]

出典：2000年までの指定物件については、『国宝・重要文化財大全 別巻』（所有者別総合目録・名称総索引・統計資料）（毎日新聞社、2000）による。

### 京都市指定名勝
- 鹿王院庭園

### 鹿王院旧蔵の重要文化財
- 法華経（色紙経）8巻 - 現在は奈良国立博物館所蔵。

## 所在地・アクセス
京都市右京区嵯峨北堀町
- 京福電鉄鹿王院駅より徒歩2分。
- JR山陰本線（嵯峨野線）嵯峨嵐山駅より徒歩7分。
- 京都バス、京都市営バス下嵯峨バス停から徒歩5分。

## 周辺
- 宝厳院
- 曇華院門跡
- 臨川寺
- 徳林寺
- 斎明神社
- 松尾大社
- 嵐山